# Județul Edineț
Județul Edineț a fost până la reorganizarea administrativ-teritorială pe raioane, un județ al Republicii Moldova. Se învecina cu România și Ucraina și cu fostele județe Bălți și Soroca. Capitala sa era orașul Edineț.

## Geografie
În județul Edineț se aflau 165 de localități, dintre care 8 orașe: Briceni, Cupcini, Dondușeni, Edineț, Frunză, Lipcani, Ocnița și Otaci.